# Дірк Блокер
Денніс Дірк Блокер (нар. 31 липня 1957) — американський актор, відомий за роллю детектива Хічкока у комедійному серіалі Fox, Бруклін 9-9.

## Фільмографія
- Deadwood
- Бруклін 9-9
- Божевільне місто
- Більш ніж життя
- Ніч пугала
- Швидка допомога
- Секретні матеріали
- Крутий Вокер
- Короткі історії
- Рівнодення
- Район Беверлі-Гіллз
- Випадкова любов
- Квантовий стрибок
- Джамп Стріт 21
- Принц темряви
- Вона написала вбивство
- Людина з зірки
- Полтергейст
- Кордон
- Бісова служба в госпіталі Меш
- Доктор Маркус Уелбі